# L'Astrologue de Bruges
L'Astrologue de Bruges est la vingtième histoire de la série Yoko Tsuno de Roger Leloup. Elle est publiée pour la première fois du no 2923 au no 2943 du journal Spirou, puis en album en 1994.

## Univers

### Synopsis
Un peintre de Bruges, Jan Van Laet a donné rendez-vous à Yoko. Ce dernier, ainsi que le fourbe et perfide marquis de Torcello - qui tua l'astrologue Zacharius pour s'emparer de la fiole verte contenant le bacille de la peste noire - prétendent l'avoir rencontré au XVIe siècle en compagnie de Monya. Celle-ci aurait caché à cette époque le flacon renfermant le bacille mortel. Le marquis et Van Laet qui sont du XVIe siècle ont vécu jusqu'au XXe siècle en ingurgitant un élixir de jouvence.
Yoko s'y rend donc avec l'aide de ses amis. Elle découvre que le marquis désire localiser la fiole dans le but de s'approprier des tablettes d'or sur lesquelles sont inscrites les formules permettant de conserver le bacille vivant. Yoko rencontre Balthazar, un alchimiste qui a pris la place de Zacharius. C'est lui qui détient les tablettes et réalise devant elle une fiole verte. Torcello se débarrasse de Zacharius et recherche dans son antre les tablettes. Vic les récupère et tous retournent au XXe siècle. À la fin de l'album Monya finira par éliminer le sinistre personnage au moment où il s'apprête à assassiner monsieur Jos en échange des formules et d'un voyage dans le passé. Mais arrachant sa ceinture de protection il disparaît dans le temps avec les tablettes.
Pendant le voyage dans le passé, ils rencontrent Mieke, une paysanne, qui les aide et deviendra la fiancée de Pol.

### Personnages

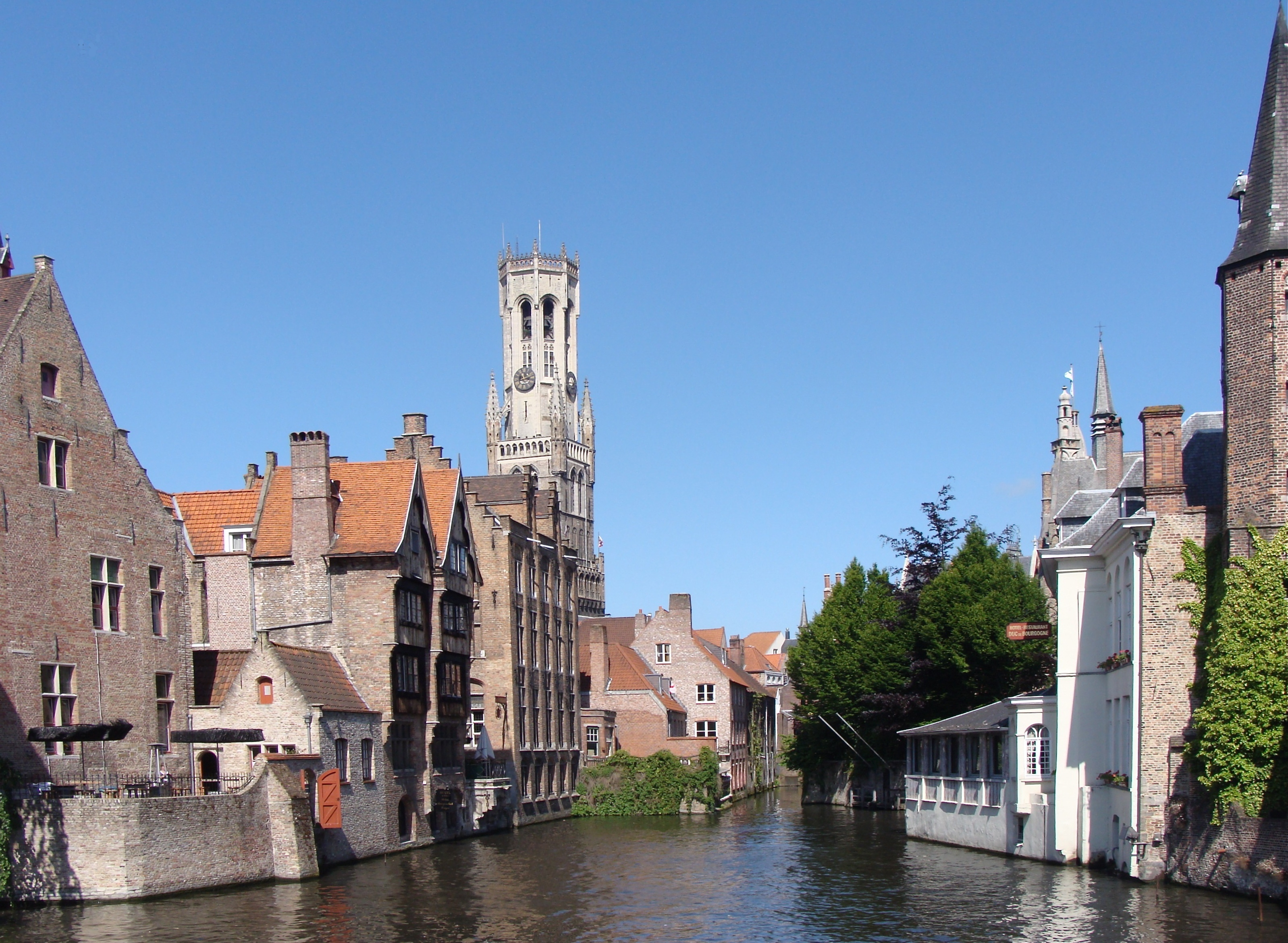
Bruges et son beffroi.

| Trio                                  | Alliés                                          | Adversaires                                                                                 |
| ------------------------------------- | ----------------------------------------------- | ------------------------------------------------------------------------------------------- |
| - Yoko Tsuno - Vic Vidéo - Pol Pitron | - Monya - Rosée du matin - Monsieur Jos - Mieke | - Jan Van Laet - Marquis de Torcello - Zacharius - Balthazar - Père Maximus - Le moine gris |

### Lieux
- Bruges

## Publication

### Revues
Il a été prépublié dans le journal Spirou numéros 2923 à 2943 du 20 avril au 7 septembre 1994.

### Album
Cet album est re-publié en 2007 dans le troisième volume de l'Intégrale Yoko Tsuno, À la poursuite du temps.
Pour fêter la parution du tome 20, un supplément de 24 pages raconte l'histoire de l'écriture de la série, les inspirations et méthodes de Roger Leloup et les buts et valeurs de son œuvre.

## Analyse

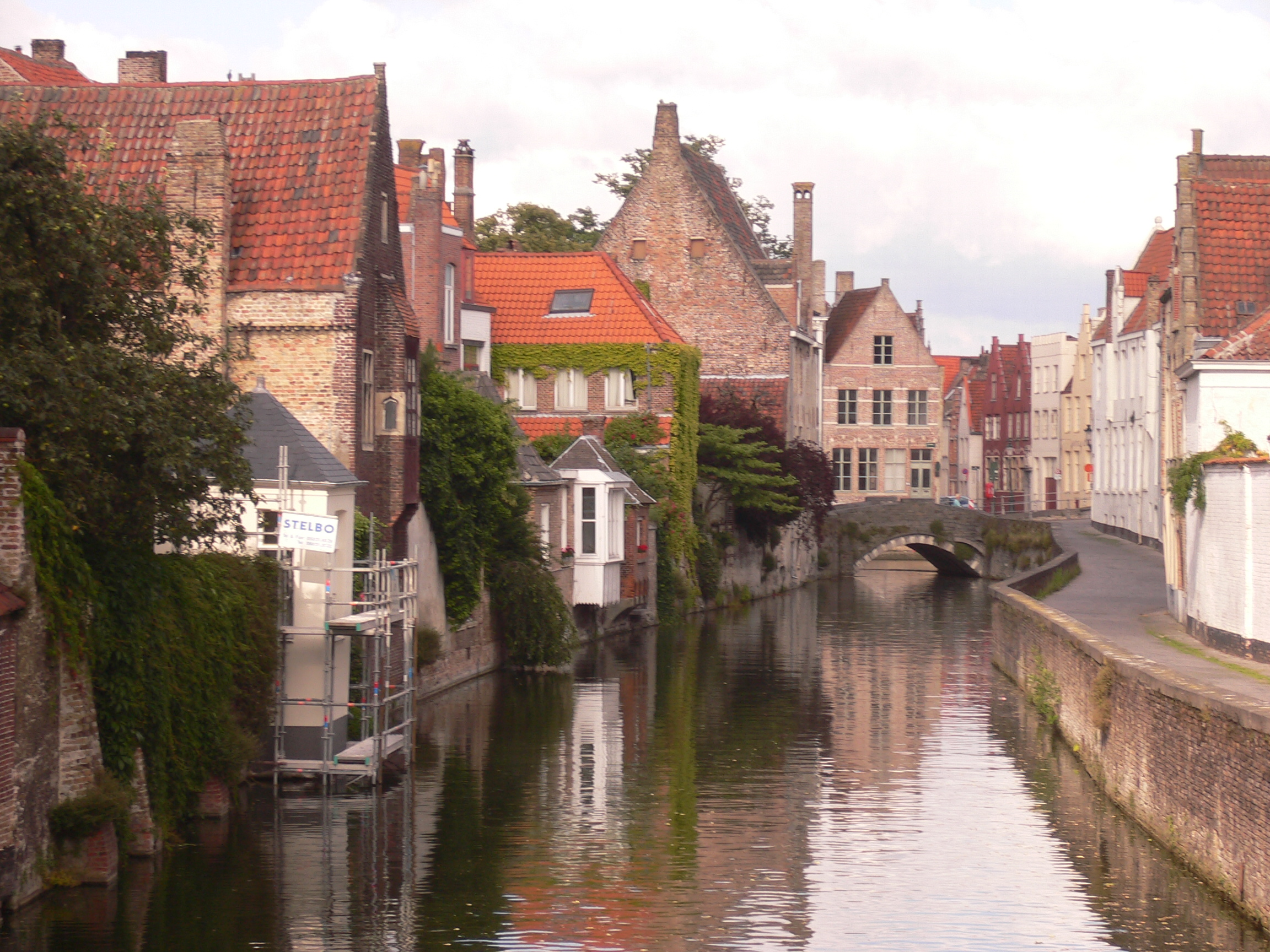
Gouden-Handrei.

### Une idée venant deLa Frontière de la vie
Cette idée de l'astrologue-alchimiste vient d'une idée non exploitée pour La Frontière de la vie. L'alchimiste devient un astrologue, parce que la sensibilité de l'auteur perçoit autour de lui une réticence envers cette ancienne profession qui sent un peu le soufre. Même si le "diable" se révèlera en quelque sorte de la partie, il serait imprudent d'étaler aussi ouvertement cette carte. De plus, L'Alchimiste de Paulo Coelho (1988) venait de sortir et il ne voulait pas donner l'impression de marcher sur les brisées de cet écrivain. Cependant, la définition exacte du personnage importe peu, car les savants de l'époque mélangeaient souvent un peu de tout : astrologie, alchimie... Le sujet n'est d'ailleurs pas la pierre philosophale, ni les recherches purement ésotériques, mais de rappeler un des plus grands fléaux des siècles passés.
On peut aussi remarquer la relative similitude entre l'attitude d'Ernst Schiffers dans La Frontière de la vie avec Monsieur Jos, qui font tous deux visiter des caves.

### Roger Leloup et Bruges
Au début, Roger Leloup souhaitait localiser cette histoire à Venise. Cependant, pour le faire correctement, il aurait fallu qu'il soit un vrai Vénitien. Si on remonte le temps, il faut avoir la certitude que les bâtiments de l'époque correspondent à ce que l'on représente, puisque cette ville est trop médiatisée, trop célèbre. Des bâtiments qui y existent actuellement peuvent avoir été bâtis après le déroulement de l'histoire. Le risque d'anachronismes architecturaux est trop important.
Il s'est alors tourné vers une ville tout aussi belle, plus proche de chez lui, surnommée la « Venise du Nord » : Bruges. Le passé et le présent s'y côtoient très fort. De plus, il avait la facilité de tout avoir à portée de main, afin d'y faire toutes les photos et tous les croquis nécessaires. De même qu'il disposait de nombreux ouvrages anciens permettant de comparer l'évolution des sites. Il se sentait aussi très proche de cette ville, dans ses rapports avec la peinture. Ainsi, c'est là que fut inventé la peinture à l'huile. Il s'y sent proche de ses racines.

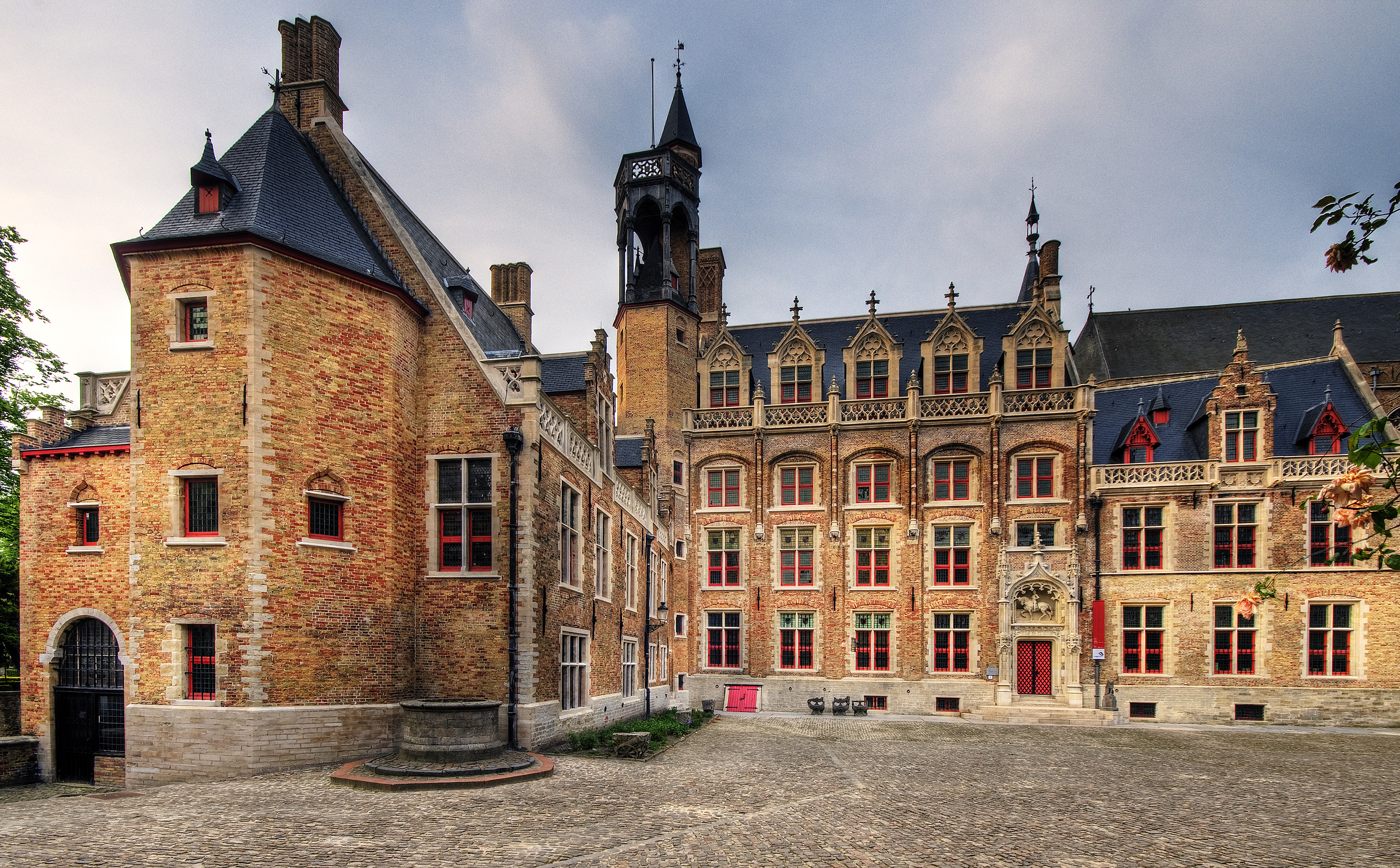
Le musée Gruuthuse

Il était envoûté par Bruges depuis environ quarante ans. Il s'y est rendu pour la première fois vers 1954-55, afin d'y dessiner pour Hergé la grille du Musée Gruuthuse, dont celui-ci voulait se faire forger une réplique pour sa maison de Céroux-Mousty. La ville était alors grise et sale. Puis, soudainement, il s'est mis à neiger et le décor est devenu féérique. On se serait cru dans un tableau de Brueghel. S'il existe une ville où l'auteur aimerait habiter, c'est là. Quand il l'a revue pour la préparation de son récit, il a été stupéfait de voir la qualité de la restauration de la cité. Il y avait du soleil, les pierres chantaient, c'était gai et tout en délicates teintes d'aquarelle, un merveilleux cadeau pour un coloriste.

### Bruges à la Renaissance
Le bédéiste a imaginé cette histoire à une époque où l'on parlait du retour de grandes maladies que l'on croyait avoir éradiquées grâce au progrès. Il a désiré utiliser cette peur comme base d'un récit. La peste est quelque chose d'effrayant, une menace cachée dans notre passé et dont nous espérons bien être débarrassés. Il se trouve que deux épidémies de ce mal ont frappé Bruges, une au XIVe siècle, puis à la fin du XVIe. Après une longue phase de documentation et de réflexion, Leloup a opté pour la Renaissance, afin de situer son récit, au début du déclin de la ville et des guerres de Religion. Il refusait d'y envoyer ses personnages sous les ducs de Bourgogne, puisqu'il ne voulait pas de soldatesque, ni d'une ville en ébullition, assiégée. Il ne pouvait pas tomber dans ces guerres et les soldats de Philippe II d'Espagne, époque de Till l'Espiègle. Il a donc choisi une période intermédiaire. Bruges était alors prospère, neutre, sans trouble intérieur. C'était après la grande peste, le souvenir était encore très présent.

C'était une époque très marquée par le diable. On y disait des incantations et des messes noires, il était omniprésent. À un tel point que cela devenait caricatural et que l'Église a dû réagir afin de lui rendre son aspect effrayant. Cette recherche de contact avec le Malin parait profondément ancré dans la nature humaine. L'auteur lui-même a fait très longtemps un rêve où il était le seul à savoir où il avait caché quelque chose et où il avait peur qu'on le découvre. Cette sensation d'angoisse latente était très curieuse. Il en arrivait à se demander ce qu'il avait réellement pu faire pour déclencher cette obsession. Peut-être que le Diable est en nous. Nous le créons par notre négativisme. Au Moyen Âge, il était partout. On le tenait pour responsable de tout ce qui ne tournait pas rond. Il est le côté malsain de l'Homme, notre Mister Hyde, le côté noir de la force.

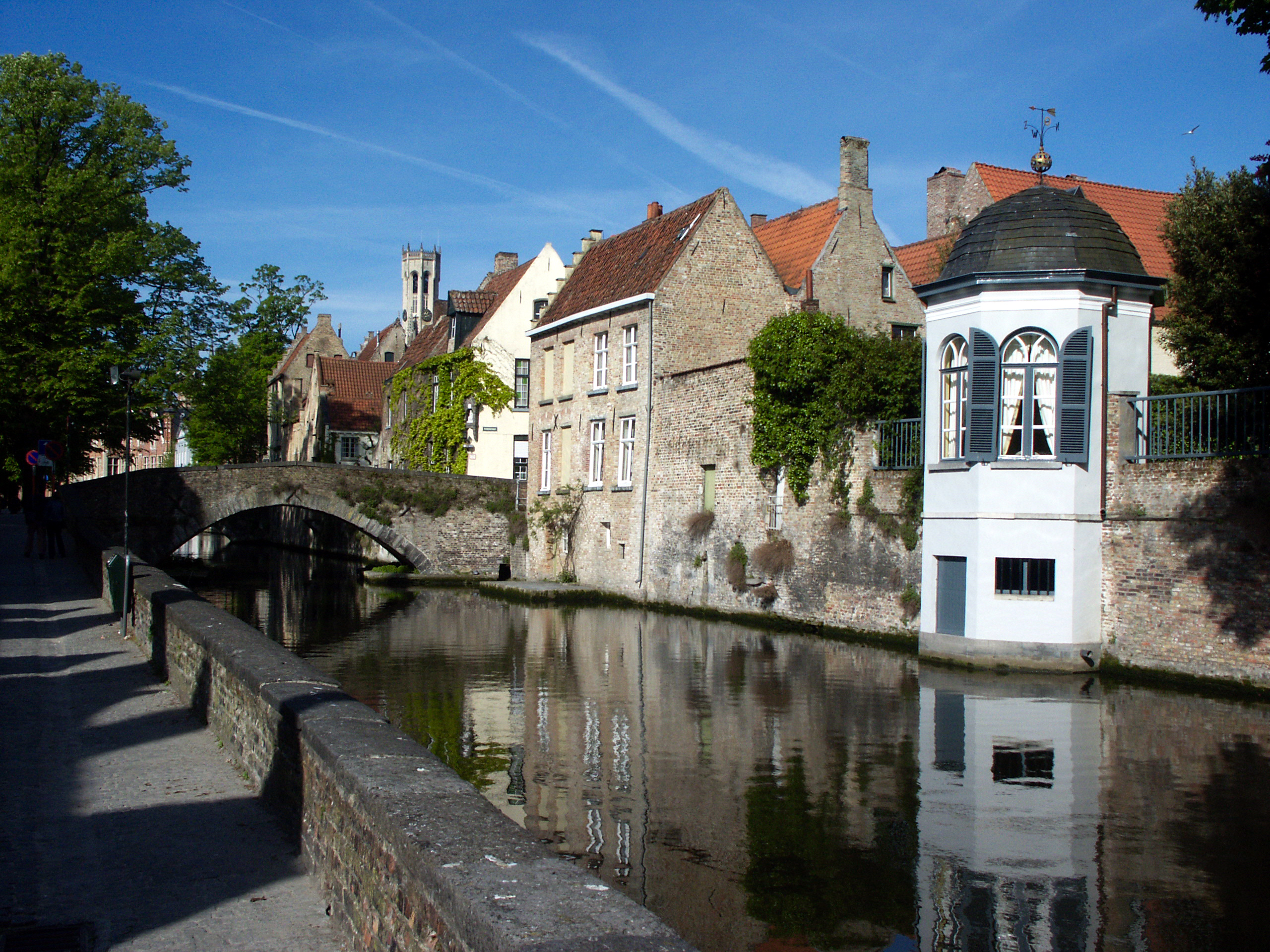
Canal Groenerei.

Cet épisode est, pour Leloup, l'occasion de montrer la ville à deux périodes bien distinctes. Il lui permet aussi de jouer une nouvelle fois avec les paradoxes temporels. On en trouve un avec le souvenir de la présence de Monya et de Yoko au XVIe s sur une vieille toile. La Japonaise doit donc partir pour la Renaissance car elle a été peinte sur un tableau de cette époque. Si elle ne s'y rendait pas, elle influencerait le cours du temps puisqu'il y existe une preuve de son passage. Elle voyage dans le passé afin de vivre une histoire qu'elle a vécue, qu'elle ignore mais que le peintre connaît. Elle ne modifie pas le cours des choses, mais assume le fait qu'elle soit apparue dans le passé. C'est un scénario très minutieux, qui a été particulièrement compliqué à créer afin d'éviter les pièges. À la fin, le bédéiste est d'ailleurs obligé d'éliminer Torcello pour ne pas qu'il se rencontre lui-même dans le passé.
Pendant l'arrivée des personnages, il fallait quelqu'un pour les aider. Une bouquetière ne posant pas de questions était idéale pour ce rôle. Elle connaît le peintre que cherche Yoko, ce qui offre un raccourci important dans la prospection. Sa naïveté, sa simplicité permet de montrer la mentalité de l'époque. Au début, il n'a pas imaginé que Pol tomberait amoureux d'elle. C'est arrivé au fil de l'histoire.
Balthazar est une sorte de Barbe Bleue. Il livre des jeunes filles à des princes d'Orient pour leurs harems. Il s'agit de traite des Blanches. Cependant, il les sort de la misère, donc il se déculpabilise par rapport à son trafic.

### Documentation

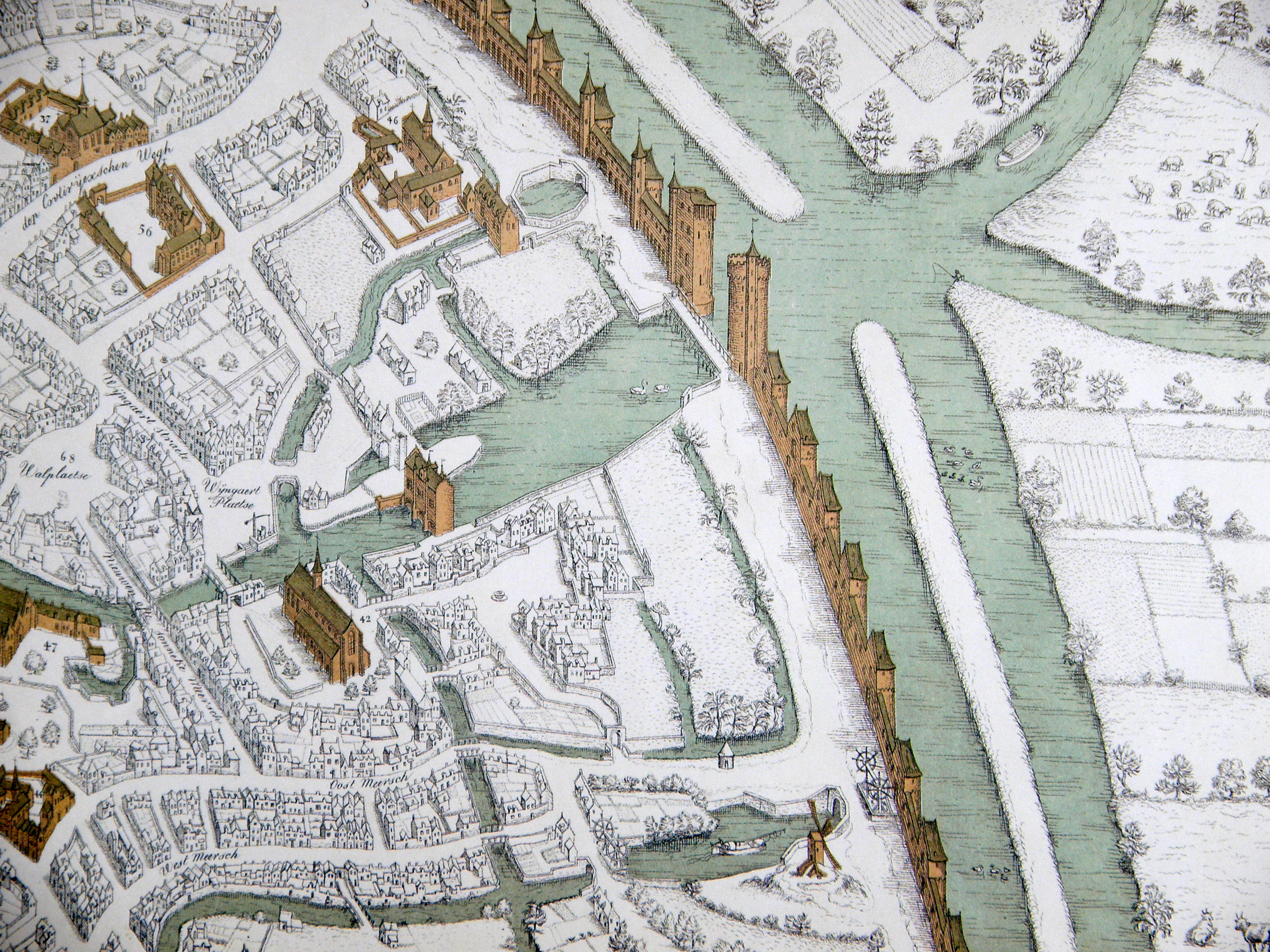
Carte de Bruges (détail) établie par Gheeraerts en 1562.

Le bédéiste ressuscite de façon fascinante la vieille cité à la fin de sa période d'opulence. Bien que n'étant pas un historien, il ne lui fallait pas pour autant trahir l'Histoire. Il s'est basé sur un plan dessiné en 1562 par Marcus Gheeraerts l'Ancien, qui lui a permis de guider son héroïne dans le Bruges de 1545. C'est cette même carte dont se servent les personnages pour se repérer pendant leur voyage temporel. Leloup, à l'aide de photos et de croquis pris personnellement, de livres historiques et de catalogues de musées, il a extrapolé pour mêler le certain au probable. Il devait situer l'action sur des canaux qui existaient à l'époque, dans des maisons qui n'avaient pas changé. Il a pris à Hergé son plus gros défaut : la maniaquerie. Mais il a pris aussi le fait de croire au personnage et au décor où il se déplace. C'est ce souci de précision dans la fiction qui permet au lecteur d'y croire également.
Leloup a la chance d'être capable d'inventer totalement ses décors pour Vinéa et de les recomposer parfois sur base de documents pour certaines aventures terrestres. Mais, lorsque c'est possible, il aime avoir le site sous les yeux en le dessinant. L'imaginaire travaille différemment selon qu'on se base sur des photos ou qu'on a les lieux devant soi. 
Il s'est basé sur différentes photos prises lors de repérage, représentant les rues et canaux de la ville au XXe siècle, qui lui ont permis de reconstituer le Bruges du XVIe. Le pont représenté sur le dessin avec la grue en bois a disparu aujourd'hui. Actuellement, les bateaux doivent s'arrêter, tandis qu'à l'époque, un canal conduisait à l'hôtel de ville. Il en va de même pour la grue, celle existant maintenant a été reconstituée. Leloup s'est inspiré du bâtiment du Musée Gruuthuse pour créer la maison du marquis de Torcello. Il s'est aussi basé sur les photos d'un faucon pour représenter celui figurant dans l'histoire.
Enfin, il s'est documenté sur les costumes dans les musées de la ville, grâce aux tableaux qui y sont exposés. On y découvre des œuvres de Jan van Eyck, ainsi que d'autres anonymes, tel qu'un tableau qui représentait la naissance de la Vierge, dans des habits typiques de l'époque. Il s'est basé sur ce tableau pour reconstituer le costume de Yoko et de Monya.